# Selección de hockey sobre hielo de Alemania Democrática
La selección de hockey sobre hielo de Alemania Democrática fue un equipo nacional de hockey sobre hielo creado en 1951 para representar a la República Democrática Alemana (RDA). El equipo compitió en muchas competiciones internacionales, incluidas varias en las que compitió con los mejores equipos por las medallas, pero solo ganó la medalla de bronce del Campeonato de Europa en 1966. La única vez que compitió en los Juegos Olímpicos fue en Grenoble en 1968. Marcaron 13 goles en 7 juegos, pero no ganó ningún juego dejándolos sin puntos en la clasificación. A partir de ese momento el equipo se negó a participar en el hockey olímpico, pero participó en otros torneos en los que siguió jugando mal. El equipo dejó de jugar en 1990, justo antes de la reunificación alemana.

## Participaciones

### Juegos Olímpicos

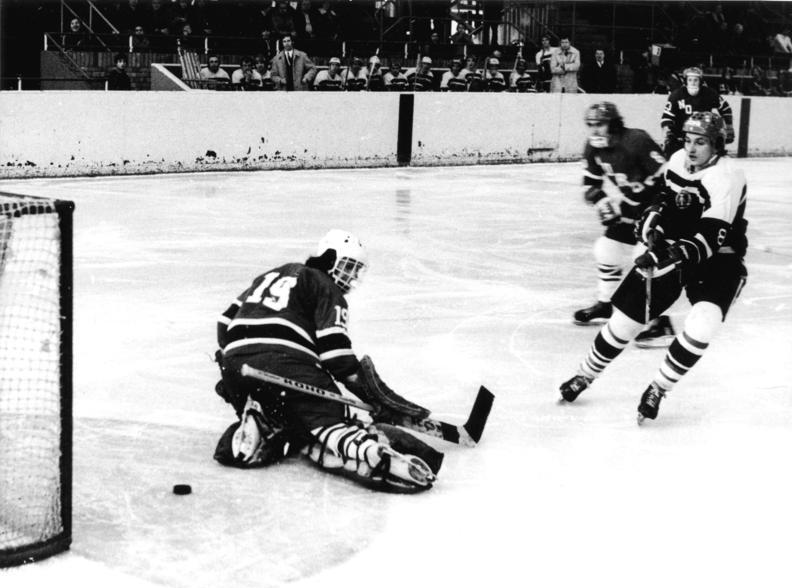
Alemania Democrática contra Noruega en 1974.

| Año       | GP                                | G                                 | AY                                | E                                 | OL                                | P                                 | GF                                | GF                                | Entrenador                        | Capitán                           | Resultado                         | Pos.                              |
| --------- | --------------------------------- | --------------------------------- | --------------------------------- | --------------------------------- | --------------------------------- | --------------------------------- | --------------------------------- | --------------------------------- | --------------------------------- | --------------------------------- | --------------------------------- | --------------------------------- |
| 1928-1948 | Como parte de Alemania            | Como parte de Alemania            | Como parte de Alemania            | Como parte de Alemania            | Como parte de Alemania            | Como parte de Alemania            | Como parte de Alemania            | Como parte de Alemania            | Como parte de Alemania            | Como parte de Alemania            | Como parte de Alemania            | Como parte de Alemania            |
| 1952      | No participó                      | No participó                      | No participó                      | No participó                      | No participó                      | No participó                      | No participó                      | No participó                      | No participó                      | No participó                      | No participó                      | No participó                      |
| 1956      | 8                                 | 1                                 | 0                                 | 2                                 | 0                                 | 5                                 | 15                                | 41                                | Frank Trottier                    | ?                                 | Ronda final                       | 6° (Equipo Alemán Unificado)      |
| 1960      | 7                                 | 1                                 | 0                                 | 0                                 | 0                                 | 6                                 | 9                                 | 54                                | Karl Wild                         | ?                                 | Ronda final                       | 6° (Equipo Alemán Unificado)      |
| 1964      | 2                                 | 0                                 | 0                                 | 1                                 | 0                                 | 1                                 | 7                                 | 8                                 | ?                                 | ?                                 | No clasificado                    | No clasificado                    |
| 1968      | 8                                 | 1                                 | 0                                 | 0                                 | 0                                 | 7                                 | 16                                | 49                                | Rudi Schmieder                    | ?                                 | Ronda final                       | 8°                                |
| 1972–1988 | No participó                      | No participó                      | No participó                      | No participó                      | No participó                      | No participó                      | No participó                      | No participó                      | No participó                      | No participó                      | No participó                      | No participó                      |
| 1992      | Desde 1989 como parte de Alemania | Desde 1989 como parte de Alemania | Desde 1989 como parte de Alemania | Desde 1989 como parte de Alemania | Desde 1989 como parte de Alemania | Desde 1989 como parte de Alemania | Desde 1989 como parte de Alemania | Desde 1989 como parte de Alemania | Desde 1989 como parte de Alemania | Desde 1989 como parte de Alemania | Desde 1989 como parte de Alemania | Desde 1989 como parte de Alemania |

## Jugadores

### Equipo actual
Equipo para los Juegos Olímpicos de 1968.
- Ulrich Noack
- Bernd Karrenbauer
- Hartmut Nickel
- Helmut Novy
- Wolfgang Plotka
- Wilfried Sock
- Dieter Purschel
- Klaus Hirche
- Dieter Kratzsch
- Dieter Voigt
- Manfred Buder
- Lothar Fuchs
- Peter Prusa
- Joachim Ziesche
- Bernd Poindl
- Dietmar Peters
- Bernd Hiller
- Rüdiger Noack

## Participaciones

### Campeonato Mundial
- 1920 - 1955 - No participó (ver  Alemania)
- 1956 - Termina en 11° lugar (Ganó el Grupo "B")
- 1957 - Termina en quinto lugar
- 1958 - No participó
- 1959 - Termina en noveno lugar
- 1961 - Termina en quinto lugar
- 1962 - No participó
- 1963 - Termina en sexto lugar
- 1965 - Termina en quinto lugar
- 1966 - Termina en quinto lugar
- 1967 - Termina en séptimo lugar
- 1969 - Terminó en el séptimo lugar (ganó el grupo "B")
- 1970 - Termina en quinto lugar
- 1971 - Terminó en el noveno lugar (tercero en el Grupo "B")
- 1972 - Terminó en el noveno lugar (tercero en el Grupo "B")
- 1973 - Terminó en el séptimo lugar (ganó el grupo "B")
- 1974 - Finalizado en sexto lugar
- 1975 - Terminó en el séptimo lugar (ganó el grupo "B")
- 1976 - Finalizado en octavo lugar
- 1977 - Terminó en noveno lugar (ganó el grupo "B")
- 1978 - Finalizado en octavo lugar
- 1979 - Terminó en décimo lugar (segundo en el grupo "B")
- 1981 - Termina en 12° lugar (4° en el Grupo "B")
- 1982 - Terminó en noveno lugar (ganó el grupo "B")
- 1983 - Termina en sexto lugar
- 1985 - Finalizado en octavo lugar
- 1986 - Termina en 11° lugar (3° en el Grupo "B")
- 1987 - Termina en 13° lugar (5° en el Grupo "B")
- 1989 - Termina en 13° lugar (5° en el Grupo "B")
- 1990 - Termina en 13° lugar (5° en el Grupo "B")
- 1991 y en adelante - No participó (ver  Alemania)